# Bulkeley (Barbade)
Pour les articles homonymes, voir Bulkeley.
Bulkeley, avec ses 1070 habitants, est la sixième ville la plus peuplée de la Barbade. Elle est située dans la paroisse de Saint-George.

## Démographie
| Année | Population |
| ----- | ---------- |
| 1990  | 1 100      |
| 2004  | 1 142      |
| 2010  | 1 070      |